# Sais mosella
Sais mosella är en fjärilsart som beskrevs av William Chapman Hewitson 1867. Sais mosella ingår i släktet Sais och familjen praktfjärilar. Inga underarter finns listade.